# Zasłonak hercyński

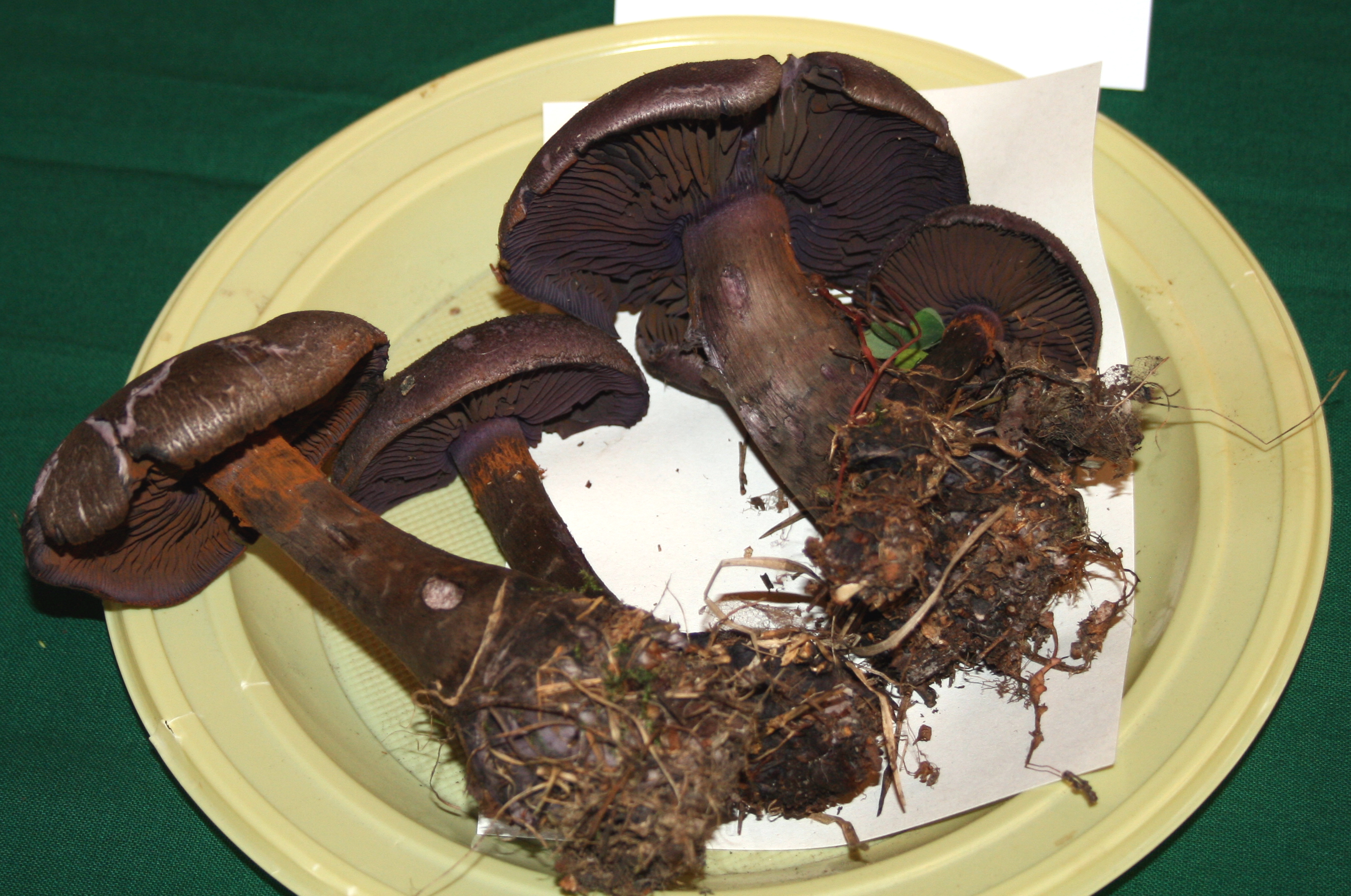

Zasłonak hercyński (Cortinarius hercynicus (Pers.) M.M. Moser) – gatunek grzybów należący do rodziny zasłonakowatych (Cortinariaceae).

## Systematyka i nazewnictwo
Pozycja w klasyfikacji według Index Fungorum: Cortinarius, Cortinariaceae, Agaricales, Agaricomycetidae, Agaricomycetes, Agaricomycotina, Basidiomycota, Fungi.
Po raz pierwszy zdiagnozował go w 1794 r. Christiaan Hendrik Persoon, nadając mu nazwę Agaricus hercynicus (z błędem jako Agaricus harcynicus). Obecną, uznaną przez Index Fungorum nazwę, nadał mu Meinhard Moser w 1967 r.
Synonim: Gomphos depressus (Fr.) Kuntze 1891.
- Agaricus hercynicus Pers. 1794
- Cortinarius violaceus subsp. hercynicus (Pers.) Brandrud 1990
- Cortinarius violaceus var. hercynicus (Pers.) Brandrud 1983

Władysław Wojewoda w 2003 r. potraktował ten gatunek, a także podgatunek Cortinarius violaceus subsp. hercynicus (Pers.) Brandrud (zasłonak fioletowy, podgat. świerkowy) jako synonimy zasłonaka fioletowego Cortinarius violaceus. Według Index Fungorum są to jednak odrębne gatunki. Stowarzyszenie Na Grzyby zaproponowało dla niego nazwę zasłonak hercyński.

## Morfologia
Kapelusz
Średnica 3–8 (11) cm, początkowo niebieskofioletowy, potem fioletowobrązowy. Powierzchnia łuskowato-włosista.
Blaszki
Brzuchate, początkowo fioletowe, potem rdzawobrązowe od zarodników.
Trzon
Powierzchnia początkowo fioletowa, później ciemnofioletowobrązowa, ziarnista, włóknista, podstawa pogrubiona, ziarnista z fioletową grzybnią.
Miąższ
W zewnętrznej warstwie lekko fioletowy, wewnątrz białawy. Zapach cedru (pudełek na cygara).
Cechy mikroskopowe
Zarodniki rdzawobrązowe, 12–15 × 7–9 µm.

## Występowanie i siedlisko
Znane jest występowanie Cortinatius herynicus w niektórych krajach Europy oraz w dwóch miejscach w Ameryce Północnej. W Polsce do 2003 r. podano jedno stanowisko Agaricus violaceus subsp. hercynicus na Babiej Górze w 2001 r.
Naziemny grzyb mykoryzowy. Na Babiej Górze rósł w opadłych igłach pod świerkami.